# Diomma ckara
Diomma ckara är en insektsart som beskrevs av Irena Dworakowska 1981. Diomma ckara ingår i släktet Diomma och familjen dvärgstritar.
Artens utbredningsområde är Nigeria. Inga underarter finns listade i Catalogue of Life.